# 성좌 (가톨릭)

성좌의 문장

성좌(聖座, 라틴어: Sancta Sedes 상크타 세데스[*], 이탈리아어: Santa Sede 산타 세데[*], 영어: Holy See 홀리 시[*])는 로마의 주교인 교황의 착좌식에서 유래한 기독교 용어로 로마의 주교좌, 즉 성 베드로가 처음으로 앉았다고 전해지는 의자를 뜻한다. 가톨릭교회에서는 새로운 교황이 즉위할 때마다 베드로의 권한을 이어받는다는 의미로 착좌식을 거행한다. ‘사도좌’, ‘거룩한 사도좌’, ‘교황좌’, ‘베드로좌’ 등으로도 부른다.
교회법 제361조에 따르면 “사도좌 또는 성좌라는 명칭은 교황뿐 아니라 국무원과 교황청의 기구들도 뜻한다.”고 명시해 놓았다. 현재 교황청은 국제 관계에서 자신들을 가리키는 공식 명칭으로 세속적인 의미를 담고 있는 바티칸 시국보다는 종교적인 의미를 담고 있는 성좌를 선호하고 있다.

## 같이 보기
- 바티칸 시국
- 로마 교황청